# Hilary Minc
Pour les articles homonymes, voir Hilary et Minc.
Hilary Minc (né le 24 août 1905 à Kazimierz Dolny et mort le 26 novembre 1974 à Varsovie) est un dirigeant communiste polonais, ministre de l’Economie et de l'Industrie, numéro trois du Comité central du Parti ouvrier polonais (PPR), responsable de l'économie et de la planification pendant le règne stalinien en République populaire de Pologne après la fin de la Seconde Guerre mondiale.
Il forme avec Bolesław Bierut et Jakub Berman la « troïka » des communistes polonais qui dirigent la Pologne d'après-guerre.

## Biographie
Hilary Minc naît dans une famille juive de la classe moyenne, fils d'Oskar Minc et Stefania née Fajersztajn.
Militant communiste dans l'entre-deux-guerres, il passe durant la Seconde Guerre mondiale en URSS et y travaille pour les autorités militaires soviétiques.
A la Libération, il œuvre avec les experts du PPS pour réinjecter les liquidités excessives en circulation (notamment provoquées par la spoliation des biens juifs puis allemands) dans le budget public.
Nommé vice-Premier ministre chargé des questions économiques en 1949, il tente d'enclencher une collectivisation agraire sans grand succès. En 1951, c'est à peine 1% des terres qui sont comprises dans 2 200 coopératives. Il parvient en revanche à élaborer l'accord commercial avec l'URSS, transformant les échanges annuels reconductibles en pacte à long terme organisant la planification nationale. Simultanément et en s'appuyant sur cet accord, Hilary Minc développe le plan sextennal focalisé sur l'industrie lourde.
En 1956, au cours de l'Octobre polonais, il perd son mandat ministériel et sa place du Bureau politique, avant d'être exclu du comité central et du POUP trois ans plus tard.
Sa femme Julia Heflich (1901-1987) est la tête de l’Agence de presse nationale (Polska Agencja Prasowa, PAP) jusqu'en 1954. Le mariage n'a pas eu d'enfants.
Il est enterré à l'Allée d'honneur au cimetière militaire de Powązki.